# Godard II d'Alençon
Pierre-François Godard, dit Godard II d’Alençon né le 8 novembre 1797 à Alençon où il est mort le 15 décembre 1864, est un graveur sur bois, imprimeur, libraire et éditeur français.

## Biographie
Godard II d’Alençon était le fils de l’imprimeur-graveur Pierre-François Godard. Après avoir étudié le dessin à Alençon, Godard II monta à Paris pour se perfectionner. Revenu à Alençon, il coopéra néanmoins à l’ornementation d’un grand nombre de publications pittoresques et de livres à gravures édités à Paris. On lui doit les bois qui ornent l’édition des Fables de la Fontaine (Paris, Crapelet, 1830), Scènes de la vie privée des animaux d’après Grandville, une infinité de planches pour le Magasin pittoresque, parmi lesquelles on remarque celle des Musiciens ambulants, d’après Johann Georg Wille. Comme travail de taille, ces planches sont bien supérieures à celles de son père sous lequel il avait étudié la gravure. Balzac lui commanda des gravures pour des éditions compactes des classiques qu’il avait l'intention de publier. Bientôt, il perfectionne suffisamment sa technique pour pouvoir rivaliser avec les graveurs sur bois anglais de son époque. Il expose cinq fois au Salon de 1824 à 1847.
Godard II a participé à la création du musée d'Alençon (1857) dont il occupa le poste de conservateur jusqu’à sa mort.

## Œuvres
Estampes au Musée national des arts et traditions populaires de Paris :
- Gloire à Dieu, respect au roi, salut au peuple, honneur aux braves
- Grand calendrier perpétuel des guerriers français, ou de la gloire tous les jours
- Forteresse et camp français. Timbalier de chevau-légers lanciers
- Oraison à Notre Dame de Grâce de Cambrai

## Sources
- Édouard Frère, Manuel du bibliographe normand, Rouen, Le Brument, 1860, p. 29
- Edmond Richard, Trois graveurs ornais. Les Godard d’Alençon, graveurs sur bois, 1735-1864. Contribution à l'histoire de la gravure avec dix gravures tirées sur les bois originaux], Domfront, Hamonnet, 1921. Texte en ligne